# マイク・ローリー
ジョナサン・マイケル・ローリー・ジュニア（Jonathan Michael Loree Jr., 1984年9月14日 - ）は、アメリカ合衆国ニュージャージー州出身の元プロ野球選手（投手）。
CPBLでの登録名は、Lamigoモンキーズ時代は「雷力」、富邦ガーディアンズ時代は「羅力」。

## 経歴

### 米球界時代
2007年のMLBドラフトで、サンフランシスコ・ジャイアンツから50巡目（全体1441位）指名を受けて入団。
2007年はルーキーリーグ、2008年はA-級、2009年はA級でプレーしたが、2010年の開幕前に解雇された。
2010年4月にアメリカ独立リーグのアトランティック・リーグに加盟するニューアーク・ベアーズと契約。6勝9敗、防御率6.09という成績を残した。
2011年は同リーグのロングアイランド・ダックスと契約。24試合に登板して14勝5敗、防御率1.98の好成績を挙げ、8月23日にピッツバーグ・パイレーツとマイナー契約を結んだ。6試合に登板して防御率1.17と好投していたが、9月6日に自由契約となった。
2012年はロングアイランド・ダックスに復帰。18試合に登板して、5勝7敗、防御率4.92という成績を残した。

### 台湾・Lamigo時代
2012年8月16日に、台湾・中華職業棒球大聯盟（CPBL）のLamigoモンキーズに入団。超が付くほど打高投低の台湾において、途中加入ながら6勝を挙げて防御率2.50と好投を見せた。
2013年は台湾プロ野球新記録となるシーズン34試合に先発登板。11勝を挙げ、最多奪三振とゴールデングラブ賞のタイトルを獲得した。シーズン終了後に千葉ロッテマリーンズの秋季キャンプにテスト生として参加したが、不合格に終わった。

### 韓国・KT時代
2014年1月20日、韓国プロ野球（KBO）のKTウィズと契約。2013年発足の同球団にとって初の外国人選手となった。2014年のKTは新球団として二軍リーグのみの参加だったため、シーズンを通して二軍で投げ7勝を記録したが、結果が思わしくなかったため同年限りで退団した。

### 台湾・義大/富邦時代
2015年1月26日に、CPBLの義大ライノズと契約。この年は30試合に先発登板して16勝5敗、防御率3.26、144奪三振という成績で、最多勝・最優秀防御率・最多奪三振のタイトル三冠に輝いた。
2016年は、2年連続で最多勝・最優秀防御率の2つのタイトルを獲得。
2017年は中華職業棒球大聯盟（CPBL）史上初となる二度目のタイトル三冠（最多勝・最優秀防御率・最多奪三振）に輝いた。
2018年は2年連続で最多奪三振のタイトルを獲得した。
2019年は最優秀防御率を獲得。そして5年連続リーグ最高のWHIPを記録。
2020年は全体的に成績を落としリーグ最多の11敗（6勝）、自己ワーストの防御率5.00という成績に終わった。台湾では途中加入だった2012年以来となるタイトルなしに終わったが、コロナ禍で新外国人の獲得が難しいこともあり、翌年も残留となった。
2021年は3月に2勝、防御率2.14という成績を記録し月間MVPを受賞した。しかしシーズン全体では勝ち星が伸びず、7勝に終わった。
2022年8月20日に、同年限りで現役を引退することを発表。8月27日、背番号39が外国人選手としては史上初となる永久欠番になることが発表された。その後、雨天により引退登板が9月5日に延期となり、更にチーム編成の問題により9月11日に再度登板。この試合を最後に現役生活に幕を閉じた。

### 現役引退後
2023年より、富邦ガーディアンズの国際スカウトに就任した。

## プレースタイル・人物・逸話
長身から繰り出す速球と、大きく揺れる独特のスライダーが武器。
趣味はサーフィンで、大波乗りを得意としている。
台湾球界での登録名の羅力は中国語で「ロリ」と発音が同じであることから、対戦成績の良い蔣智賢はロリコン呼ばわりされてしまっていた。

## 詳細情報

### 年度別投手成績
| 年 度      | 球 団      | 登 板 | 先 発 | 完 投 | 完 封 | 無 四 球 | 勝 利 | 敗 戦 | セ 丨 ブ | ホ 丨 ル ド | 勝 率 | 打 者 | 投 球 回 | 被 安 打 | 被 本 塁 打 | 与 四 球 | 敬 遠 | 与 死 球 | 奪 三 振 | 暴 投 | ボ 丨 ク | 失 点 | 自 責 点 | 防 御 率 | W H I P |
| ---------- | ---------- | ----- | ----- | ----- | ----- | -------- | ----- | ----- | -------- | ----------- | ----- | ----- | -------- | -------- | ----------- | -------- | ----- | -------- | -------- | ----- | -------- | ----- | -------- | -------- | ------- |
| 2012       | Lamigo     | 8     | 7     | 1     | 0     | 0        | 6     | 1     | 0        | 1           | .857  | 200   | 50.1     | 43       | 1           | 4        | 0     | 2        | 31       | 1     | 0        | 20    | 14       | 2.50     | 0.93    |
| 2013       | Lamigo     | 34    | 34    | 1     | 1     | 0        | 11    | 12    | 0        | 0           | .478  | 931   | 218.0    | 237      | 10          | 42       | 1     | 5        | 152      | 11    | 1        | 105   | 84       | 3.47     | 1.28    |
| 2015       | 義大 富邦  | 30    | 29    | 0     | 0     | 0        | 16    | 5     | 0        | 0           | .761  | 793   | 190.2    | 197      | 17          | 38       | 1     | 6        | 144      | 5     | 0        | 78    | 69       | 3.26     | 1.23    |
| 2016       | 義大 富邦  | 31    | 29    | 0     | 0     | 0        | 13    | 11    | 0        | 0           | .542  | 807   | 190.0    | 200      | 21          | 57       | 0     | 6        | 159      | 5     | 0        | 98    | 84       | 3.98     | 1.35    |
| 2017       | 義大 富邦  | 25    | 25    | 2     | 1     | 0        | 16    | 4     | 0        | 0           | .800  | 640   | 160.2    | 131      | 7           | 32       | 0     | 2        | 154      | 6     | 0        | 44    | 39       | 2.18     | 1.01    |
| 2018       | 義大 富邦  | 26    | 26    | 0     | 0     | 0        | 10    | 8     | 0        | 0           | .556  | 664   | 161.0    | 177      | 15          | 16       | 2     | 3        | 157      | 8     | 0        | 73    | 62       | 3.47     | 1.20    |
| 2019       | 義大 富邦  | 26    | 26    | 2     | 1     | 1        | 12    | 9     | 0        | 0           | .571  | 679   | 171.2    | 142      | 12          | 30       | 3     | 3        | 167      | 2     | 1        | 65    | 53       | 2.78     | 1.00    |
| 2020       | 義大 富邦  | 23    | 23    | 0     | 0     | 0        | 6     | 11    | 0        | 0           | .353  | 608   | 136.2    | 172      | 16          | 28       | 2     | 7        | 126      | 6     | 0        | 91    | 76       | 5.00     | 1.46    |
| 2021       | 義大 富邦  | 25    | 25    | 1     | 0     | 0        | 7     | 9     | 0        | 0           | .438  | 659   | 157.1    | 154      | 9           | 26       | 1     | 15       | 125      | 7     | 0        | 65    | 53       | 5.00     | 1.46    |
| 2022       | 義大 富邦  | 12    | 11    | 0     | 0     | 0        | 5     | 2     | 0        | 0           | .714  | 257   | 63.2     | 56       | 2           | 11       | 0     | 4        | 61       | 2     | 0        | 19    | 18       | 5.00     | 1.46    |
| 通算：10年 | 通算：10年 | 240   | 235   | 7     | 3     | 1        | 102   | 72    | 0        | 1           | .586  | 6238  | 1500.0   | 1509     | 111         | 293      | 10    | 53       | 1276     | 53    | 2        | 658   | 552      | 3.31     | 1.20    |

- 各年度の赤太字はリーグ歴代最高、太字はリーグ最高

### 年度別守備成績
| 年 度 | 球 団     | 投手  | 投手  | 投手  | 投手  | 投手  | 投手     |
| 年 度 | 球 団     | 試 合 | 刺 殺 | 補 殺 | 失 策 | 併 殺 | 守 備 率 |
| ----- | --------- | ----- | ----- | ----- | ----- | ----- | -------- |
| 2012  | Lamigo    | 8     | 5     | 4     | 0     | 0     | 1.000    |
| 2013  | Lamigo    | 34    | 9     | 37    | 0     | 2     | 1.000    |
| 2015  | 義大 富邦 | 30    | 20    | 32    | 1     | 4     | .981     |
| 2016  | 義大 富邦 | 31    | 19    | 34    | 2     | 5     | .964     |
| 2017  | 義大 富邦 | 25    | 12    | 22    | 0     | 1     | 1.000    |
| 2018  | 義大 富邦 | 26    | 11    | 23    | 2     | 1     | .944     |
| 2019  | 義大 富邦 | 26    | 9     | 22    | 1     | 1     | .969     |
| 2020  | 義大 富邦 | 23    | 5     | 13    | 2     | 0     | .900     |
| 2021  | 義大 富邦 | 25    | 12    | 22    | 2     | 3     | .944     |
| 2022  | 義大 富邦 | 12    | 1     | 6     | 0     | 0     | 1.000    |
| 通算  | 通算      | 240   | 103   | 215   | 10    | 17    | .970     |

- 各年度の太字はリーグ最高
- 太字年はゴールデングラブ賞受賞

### タイトル
CPBL
- 最多奪三振：3回（2013年、2015年、2017年）
- 最多勝利：3回（2015年 - 2017年）
- 最優秀防御率：3回（2015年 - 2017年）

### 表彰
CPBL
- ベストナイン：3回（2015年 - 2017年）
- ゴールデングラブ賞：2回（2013年、2015年）
- 月間MVP：7回（2012年9月、2015年3月、2015年4月、2016年4月、2016年9月、2017年9月、2021年3月）
- 台湾シリーズ優秀選手：1回（2012年）

### 記録
CPBL
- オールスターゲーム出場：4回（2013年、2015年 - 2018年）

### 背番号
- 40 （2012年 - 同年途中）
- 72 （2012年途中 - 2013年）
- 20 （2014年）
- 39 （2015年 - 2022年）